# Agrahara, Shrirangapattana
Agrahara là một làng thuộc tehsil Shrirangapattana, huyện Mandya, bang Karnataka, Ấn Độ.